# Régiment de Saint-Germain
Pour les articles homonymes, voir Régiment de Nassau (homonymie).
Le régiment de Saint-Germain est un régiment d'infanterie allemand au service du royaume de France créé en 1747 et incorporé au régiment de Nassau en 1760.

## Création et différentes dénominations
- 1er juillet 1747 : création du régiment de Saint-Germain
- 18 janvier 1760 : incorporé au régiment de Nassau

## Colonels et mestres de camp
- 1er juillet 1747 : Claude Louis, comte de Saint-Germain  (colonel propriétaire)
  - 1er juillet 1747 : Baron François de Zuchmantel (colonel commandant)[1]

## Historique des garnisons, combats et batailles du régiment

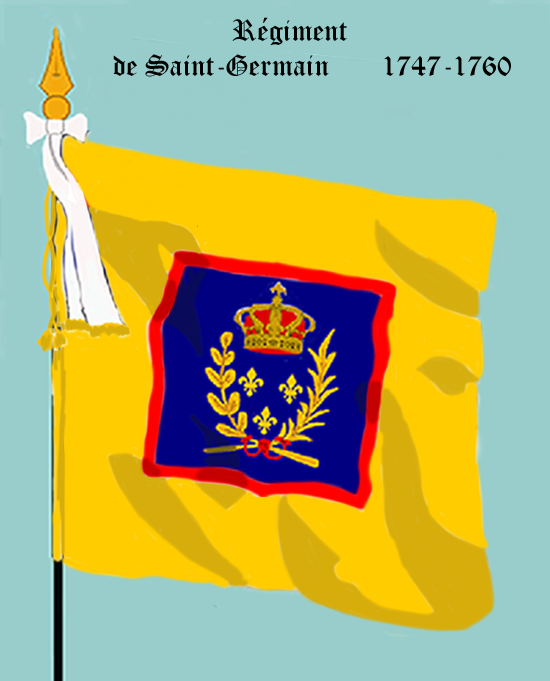
Régiment de Saint-Germain de 1747 à 1760
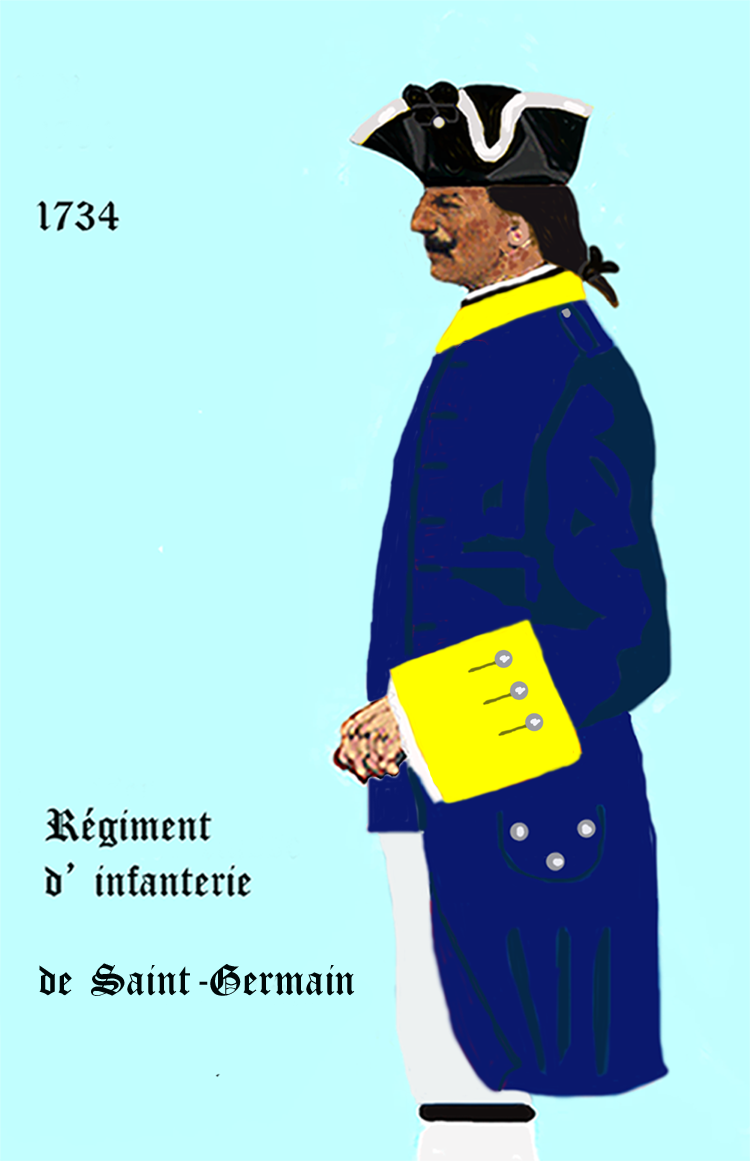
Régiment de Saint-Germain de 1747 à 1760

Le régiment est créé, le 1er juillet 1747 à 2 bataillons.
Le 1er décembre 1748, le régiment est composé d'un bataillon de huit compagnies de 75 hommes
Le 23 octobre 1756, toutes les compagnies du régiment sont portées à 85 hommes
Le 18 janvier 1760 le régiment de Saint-Germain, composé d'un bataillon, forme, lors de son incorporation, le 3e bataillon du régiment de Nassau.